# 平島崇男
平島 崇男（ひらじま たかお）は、日本の地球科学者。

## プロフィール
1955年　兵庫県赤穂市生まれ
1974年　淳心学院高等学校卒
1978年　京都大学理学部地球惑星科学系卒。
1980年　金沢大学大学院理学研究科修士課程修了。
1985年　京都大学大学院理学研究科博士課程修了（地球惑星科学専攻）。同大学院では坂野昇平教授に師事。
1985年　京都大学理学部助手。
1995年　京都大学大学院理学研究科助手。以後、助教授を経て2002年に同大学院教授に就任。
2019年　京都大学大学院理学研究科長（理学部長兼務）に就任。
2020年　京都大学理事・副学長に就任。
2021年　京都大学を退官。現在、名誉教授。
専門は地球科学、地質学（主に変成岩岩石学）。